# Linfomi a cellule B
I linfomi a cellule B sono un tipo di linfoma che colpisce le cellule B, ovvero i globuli bianchi responsabili della produzione di anticorpi. I sintomi possono includere: linfonodi ingrossati, dolore addominale, stanchezza, febbre, sudorazione notturna o perdita di peso. Generalmente si originano nei linfonodi, nella milza, nel midollo osseo o nel sangue.
I fattori di rischio includono: alcune condizioni genetiche, fattori ambientali, infezioni virali, disturbi del tessuto connettivo e scarsa funzione immunitaria. Sono un tipo di cancro del sangue. Rientrano in questa categoria il linfoma di Hodgkin e oltre 40 tipi di linfomi non Hodgkin. Si possono suddividere in linfomi a crescita lenta (indolenti) e aggressivi. La diagnosi viene effettuata mediante biopsia tissutale.
I linfomi a crescita lenta spesso rispondono bene ai trattamenti, garantiscono un'aspettativa di vita di molti anni, ma sono generalmente incurabili. Molti linfomi aggressivi, d'altro canto, sono curabili ma hanno aspettative di vita brevi se non trattati in tempo. I trattamenti includono: radioterapia, chemioterapia, immunoterapia o trapianto di cellule staminali.
Nei paesi occidentali, i linfomi a cellule B colpiscono circa 19 persone su 100 000 ogni anno e rappresentano circa il 95% dei casi di linfoma. Circa l’80% dei linfomi non Hodgkin sono linfomi a cellule B. Sebbene siano più comuni negli anziani, alcuni tipi possono svilupparsi anche nei bambini.